# ヘンリー・スコット・ストークス
ヘンリー・スコット・ストークス（英語: Henry Scott Stokes, 1938年6月15日 - 2022年4月19日）は、イギリスのジャーナリスト。『フィナンシャル・タイムズ』初代東京支局長、『タイムズ』東京支局長、『ニューヨーク・タイムズ』東京支局長などを歴任した。イングランドサマセット州グラストンベリー生まれ。妻は日本人で、息子はハリー杉山。

## 経歴
ウィンチェスター・カレッジとオックスフォード大学ニューカレッジにて教育を受ける。
1961年にオックスフォード大学修士課程を修了した後、1962年、『フィナンシャル・タイムズ』に入社。
1964年に来日し、『フィナンシャル・タイムズ』初代東京支局長（1964年 - 1967年）、『タイムズ』東京支局長（1967年 - 1970年）、『ニューヨーク・タイムズ』東京支局長（1978年 - 1983年）を歴任した。
高度成長を経て大きく変化した日本人の行動の源を知りたくて来日したが、暮らすうち日本の洗練された文化などに魅せられ、日本人女性と結婚し、在日した。
2022年4月19日、ハリー杉山が自身のインスタグラムにて死去したことを発表した。83歳没。

## 人物

### 交友
三島由紀夫との親交で知られ、最初の英文伝記『The Life and Death of Yukio Mishima』（初刊は1974年）を著している。ストークスが「日本」を理解した背景には三島との出会いがあった。三島は米国に日本が「属国化」されたことを嘆き、「日本魂を護（まも）る」ため、連合国戦勝史観の呪縛からの脱却を唱えていた。
金大中とは30回以上にわたる単独インタビューを行っており、1980年の光州事件の際には金大中を支援したが、後年にニューヨーク・タイムズも自分も騙されていたとして、2000年に『光州暴動』を出版し、批判を行っている。ストークスは、金大中について、ノーベル平和賞を手に入れるための名誉欲に駆られた私欲の権化であったと、評している。

### 宗教
自身はクエーカー教徒であるが、軍隊を持つことや国を護るために命を捧げたひとを顕彰することは大切であるとして家族で靖国神社の参拝を行っている。

### 大東亜戦争について
「日本は侵略した」と欧米や中国、韓国、日本の学者まで主張していることを、「それは『連合国側の史観』。敵側の戦時プロパガンダです。確かに日本が欧米諸国のアジア植民地に軍事進攻したことは事実です。しかし、それ以前に侵略して植民地にしたのは欧米諸国です。日本は欧米の植民地を占領し、日本の将兵が宣教師のような使命感に駆られて、アジア諸民族を独立へ導いた。アジア諸国は日本によって白人支配から独立した。西洋人は世界史を見直すべきです。日本はアジアを独立に導いた『希望の光』。『侵略』したのではなく『解放』し、独立に導いたのです」として、「アジア、アフリカ、北米、南米、豪州を侵略した西洋は謝罪していません。なぜ日本だけが謝罪しなければいけないのか。白人が有色人種を侵略するのは『文明化』で、有色人種が白人を侵略するのが『犯罪』とはナンセンスです」と述べている。

### 認知症と書籍刊行
ハリー杉山は2012年からストークスは既にパーキンソン病・認知症が進行している状態であり、在宅介護が必要であったと明かした。在宅介護中に病状は進行し、朝と昼の区別がつかなくなる、トイレに自力で行けなくなるなどしたため、2016年の春から介護施設へ入所している。
杉山は、認知症が出始めた2012年以降に出版した書籍について、「書けるはずがない。それを知っているのか」という問い合わせに対し、「出版は全て把握している。2016年以降の出版物もインタビューを元に書かれている。本人やハリー杉山がその内容を確認している。認知症になっても仕事ができなくなるわけではないことを知ってほしい」と発信している。

## 評価
安田峰俊は、ケント・ギルバートと共に右派文化人となった背景に自由社の植田剛彦・加瀬英明の影を見ることが出来ると述べる。取材に対し植田は、「2013年10月に私が編集・刊行した『不死鳥の国・ニッポン』は、ケントの『転向』の大きなエポックメイキングだった。一時期低迷していた彼に、第2の出発点を準備できたと自負している。私は彼に『これからのあなたは芸能人ではなく文化人だ』と伝え、背中を押した」「ケントは正しいことを正しいと言う、真っすぐな人間だ。最近、『WGIPを指摘したらアメリカに帰れなくなるのでは?』と尋ねたが、ケントは『気にしない』と言っていた」、また加瀬は「バテレンを改宗させたようなもの。まずストークスを10数年かけて“調教”し、次いでケントをやった」と述べた。死去の報をきいた加瀬は、物事を善悪でなくフェアで判断する英国の知識人で、日本の最も良き理解者の一人だったと評し、「現代の（真の日本文化を世界に広めた）ラフカディオ・ハーンだった」と悼んだ。
宮崎正弘は、ストークスの著書『英国人記者が見た連合国戦勝史観の虚妄』について、「在日外国人記者がはじめて書いた正しい近・現代日本史」と評している。

## 「翻訳者が無断加筆」報道
2014年5月8日に共同通信が、ストークスの著書『英国人記者が見た連合国戦勝史観の虚妄』（祥伝社）で、「南京大虐殺」否定の部分は翻訳者が著者に無断で加筆していたと報道した。この記事は『東京新聞』などが掲載したほか、『The Japan Times』でも英文版が掲載された。これに対し、発行元の祥伝社は翌9日、翻訳者に加筆されたと報じられた部分はストークスの見解と同じだとする「著者の見解」を発表した。
5月14日、日本報道検証機構代表の楊井人文が東京都港区の法律事務所内で、ストークスにインタビューした。インタビューは事前準備なしに行われ、翻訳者の藤田裕行が同行したが、このインタビューでもストークスは共同通信の記事を否定した。また、2015年の『産経新聞』のインタビューでは共同通信の若い米国人記者による捏造記事だったと主張している。

## 著書
- 『The Life and Death of Yukio Mishima』[18]Farrar, Straus and Giroux NY, 1974
  - 『三島由紀夫 死と真実』 徳岡孝夫訳（ダイヤモンド社、1985.11）
  - 『Mort et vie de Mishima』（Balland）1985 / Jacob Duvernet 1989。フランス語版
  - 『Vida Y Muerte De Yukio Mishima』 (Lectorum Pubns Inc/Muchnik Editores) 1985.9。スペイン語版
- 『100 Samurai Companies: Japan's Top 100 Growth OTC Companies』 (Penguin Books Ltd) 1999.6
- 『The Life and Death of YUKIO MISHIMA』Farrar, Straus and Giroux 1995 (Cooper Square Pub 2000.10)  ISBN 978-4805306512。Kindle版あり
  - 『Mort et vie de Mishima Poche』（Éditions Philippe Picquier）1998。フランス語版
  - 新版『三島由紀夫 生と死』 徳岡孝夫訳 (清流出版[19]、1998.11)  ISBN 978-4916028525[20]
- 『The Kwangju Uprising: A Miracle of Asian Democracy as Seen by the Western and the Korean Press』（『光州暴動』Pacific Basin Institute Book[6]） Lily Xiao, Hong Lee共著 (Routledge) 2000.5　ISBN 0765606372
- 『Black Ships: The American Fleet That Opened Japan to the West』 (Overlook Hardcover) 2012.4
- 『Fallacies in the Allied Nations: Historical Perception as Observed by a British Journalist』（Hamilton Books, Bilingual）2016。Kindle版での刊行

### 共著
- 『通じないカタカナ英語』 松本道弘、ボイエ・デ・メンテ共著、DHC、2001
- 『なぜアメリカは、対日戦争を仕掛けたのか』 加瀬英明共著、藤田裕行訳、祥伝社新書、2012.8　ISBN 978-4396112875
- 『永遠のノックアウト 《戦勝国史観の呪縛》について英国人記者も交えて語らった』 中丸薫、菅沼光弘共著、ヒカルランド、2014.8
- 『目覚めよ! 日本　連合国戦勝史観の呪縛からの脱却』 植田剛彦共著、藤田裕行構成、日新報道、2015.1　
  - 新編『日本が果たした人類史に輝く大革命』 自由社、2017.4　ISBN 978-4915237997
- 『連合国戦勝史観の徹底批判！　戦後70年の病根を検証する』 藤井厳喜共著、藤田裕行構成、自由社、2015.6　ISBN　978-4915237843
- 『英国人記者が見た 世界に比類なき日本文化』 加瀬英明共著、藤田裕行訳、祥伝社新書、2015.12　ISBN 978-4396114534

### 藤田裕行と共著・訳
- 『英国人記者が見た連合国戦勝史観の虚妄』祥伝社新書、2013.12　ISBN 978-4396113513
- 『外国特派員協会重鎮が反日中韓の詐偽を暴いた』悟空出版（新書）、2015.8　ISBN 978-4908117138
- 『英国人ジャーナリストが見た現代日本史の真実〜日本は世界の宝である〜』アイバス出版、2016.2
  - 新編『英国人記者が見抜いた戦後史の正体』SB新書（ソフトバンククリエイティブ）、2020.1　ISBN 978-4815605155
- 『戦争犯罪国はアメリカだった!　英国人ジャーナリストが明かす東京裁判70年の虚妄』

ハート出版、2016.4　ISBN 978-4802400169。普及版2020.11　ISBN 978-4802401081
- 『大東亞戰爭は日本が勝った　英国人ジャーナリスト ヘンリー・ストークスが語る「世界史の中の日本」』

ハート出版、2017.4　ISBN 978-4802400299。普及版2021.6　ISBN 978-4802401227
- 『欧米の侵略を日本だけが撃破した　反日は「奇蹟の国」日本への嫉妬である』悟空出版、2017.7　ISBN 978-4908117374
- 『日本大逆転　元東京・ソウル支局長　ヘンリー・ストークスが語る日朝関係史』ハート出版、2018.7　ISBN 978-4802400565
- 『日本だけが「悪の中華思想」を撥ね退けた　世界はますます「中禍」に苦しむ』悟空出版、2018.9　ISBN 978-4908117497
- 『英国人記者だからわかった　日本が世界から尊敬されている本当の理由』SB新書、2019.3　ISBN 978-4797399042
- 『新聞の大罪』SB新書、2020.8　ISBN 978-4815606251
- 『世界は「中国に対峙できる日本」を望んでいる　日本人への遺言』ワック、2020.12　ISBN 978-4898314975